# 安德雷斯·赫尔佐格
安德雷斯·赫尔佐格（德語：Andreas Herzog，1968年9月10日—），是奥地利前职业足球运动员，司职中场，曾經保持奥地利国家队出场次数最高纪录（103场）。

## 生平

### 球員
赫尔佐格是於當地巨頭維也納迅速出道，因幾年間取得成功，於1992年轉投德甲的雲達不萊梅。其時他司職攻擊中場，以擅踢出眾的任意球見稱。在1995年間曾轉投拜仁慕尼黑，隨該隊贏得歐洲足協盃。
球員時代赫尔佐格曾代表了國家隊數十場賽事。由於國家隊實力所限，成績不多，比較突出的是1998年世界盃打入過決賽週，不過首圈出局。而其人更打至2003年，才正式從國家隊中退下火線。
在德甲打滾了八年後，赫尔佐格於2001年回到奧地利維也納迅速。至職業生涯晚期加盟美國職業足球大聯盟洛杉磯銀河隊，並於2004年退役。

### 教練
退役后他是奥地利国家队教练组成员，随队参加了2008年欧锦赛。